# Йолка (споруда)

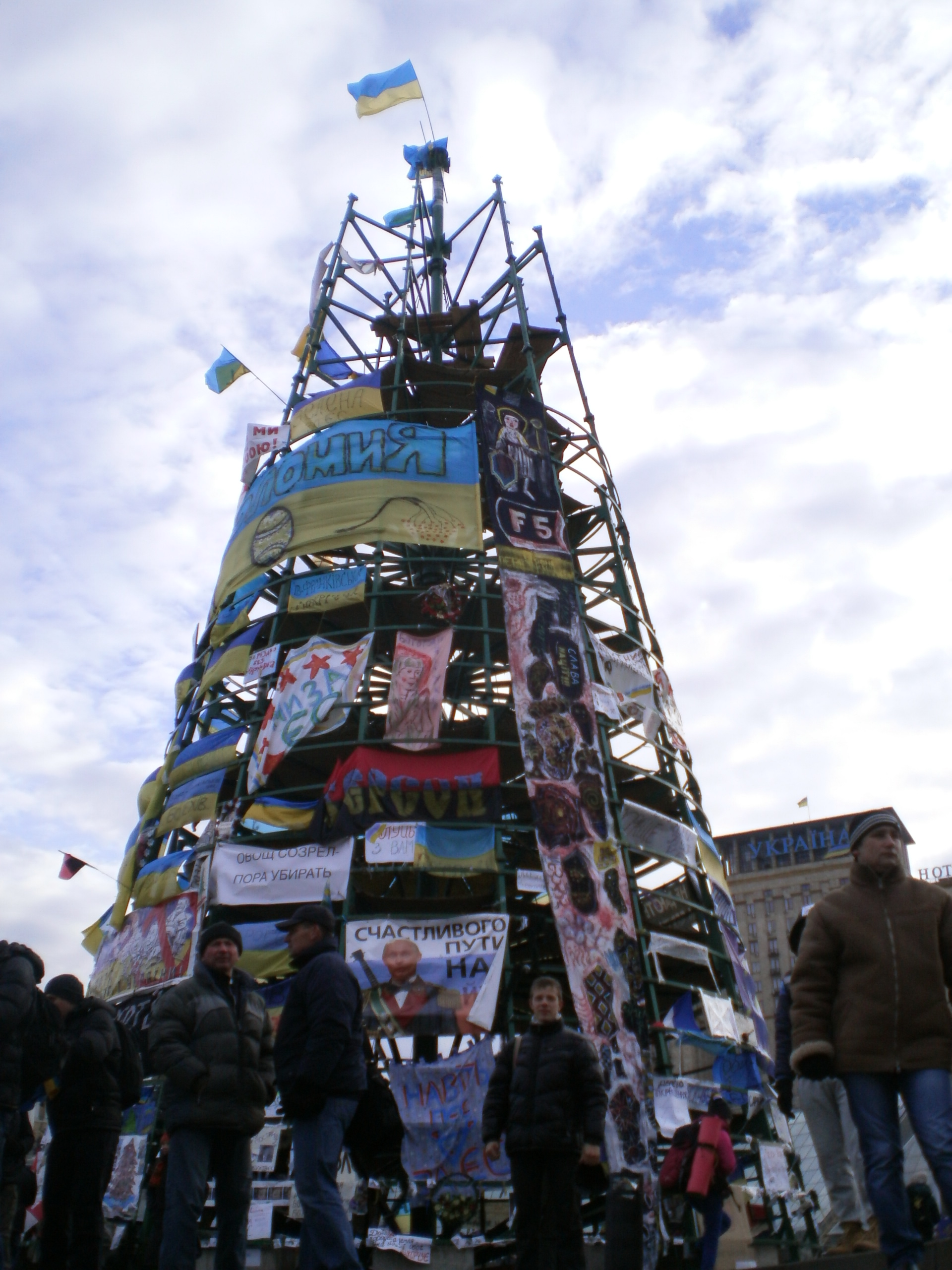
«Революційна» столична «йолка» 4 грудня 2013

«Йолкою» називали недоспоруджену новорічну ялинку, яку встановлювали з нагоди Нового 2014 року на майдані Незалежності, але припинили в зв'язку з подіями Євромайдану й каркас її простояв до 14 серпня 2014. Назва виникла через відому обмовку тодішнього Президента України Віктора Януковича, котрий на нараді не зміг згадати слова «ялинка».

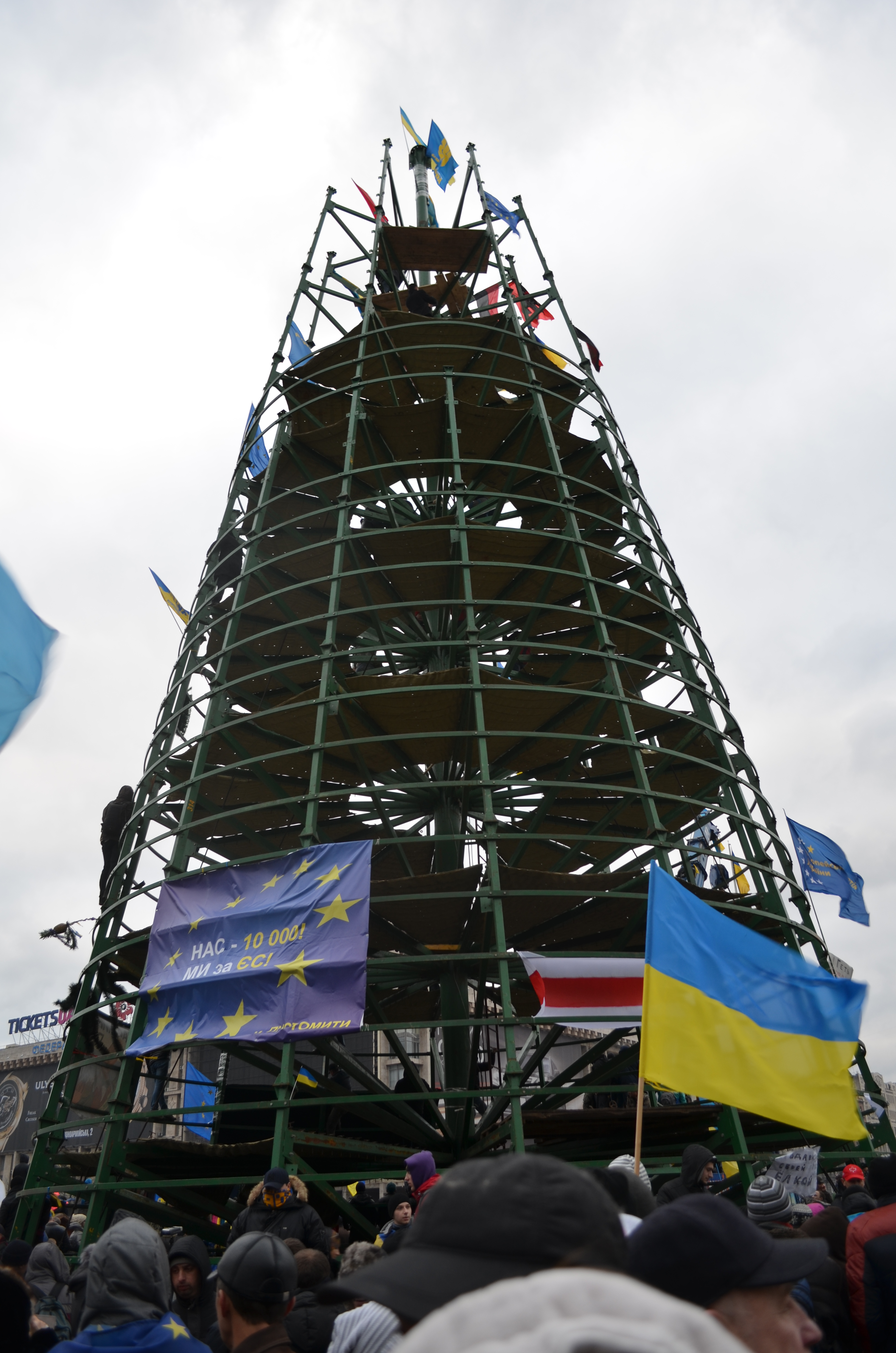
Народження євромайданівської «йолки» 1 грудня 2013

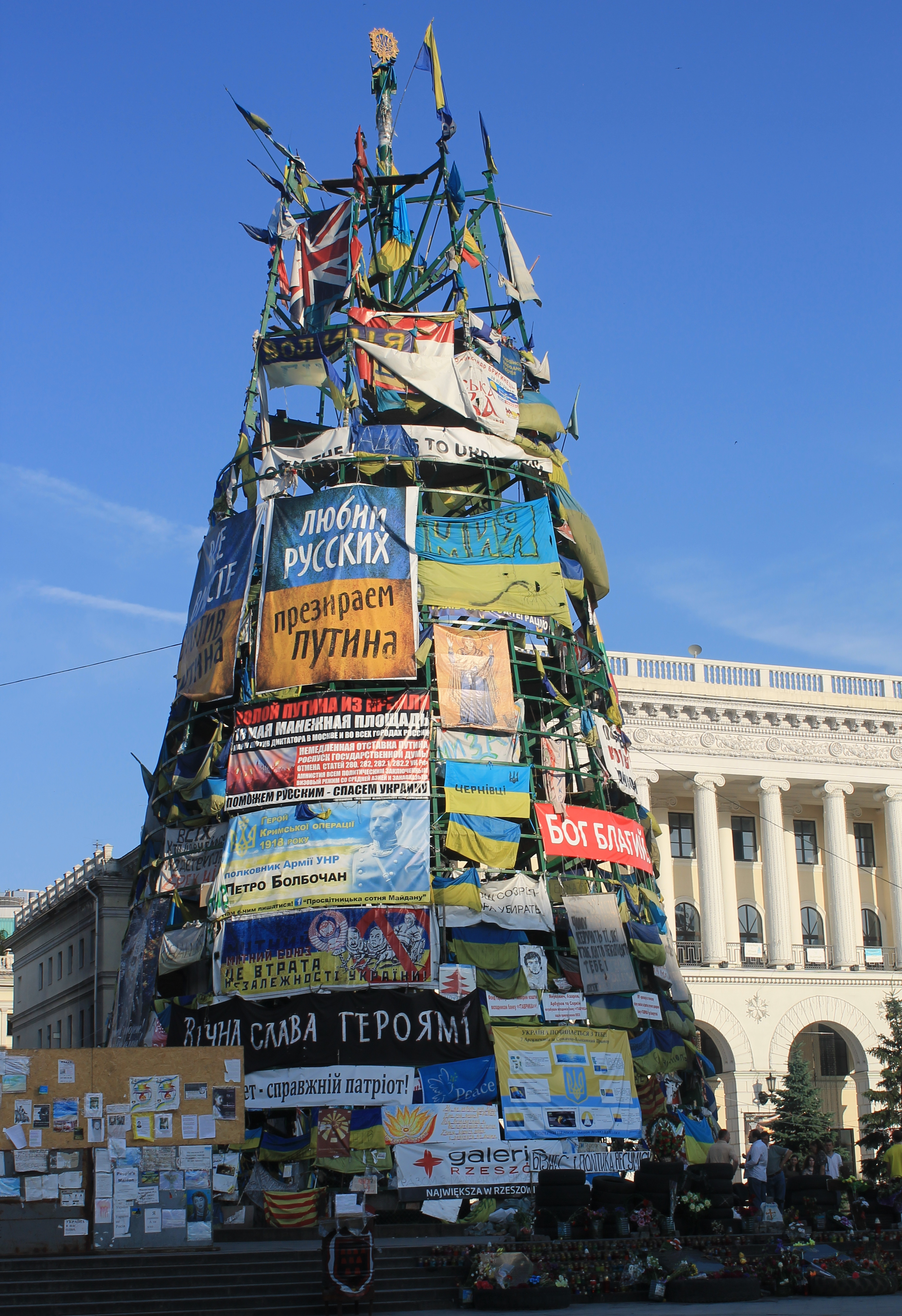
Йолка у червні 2014

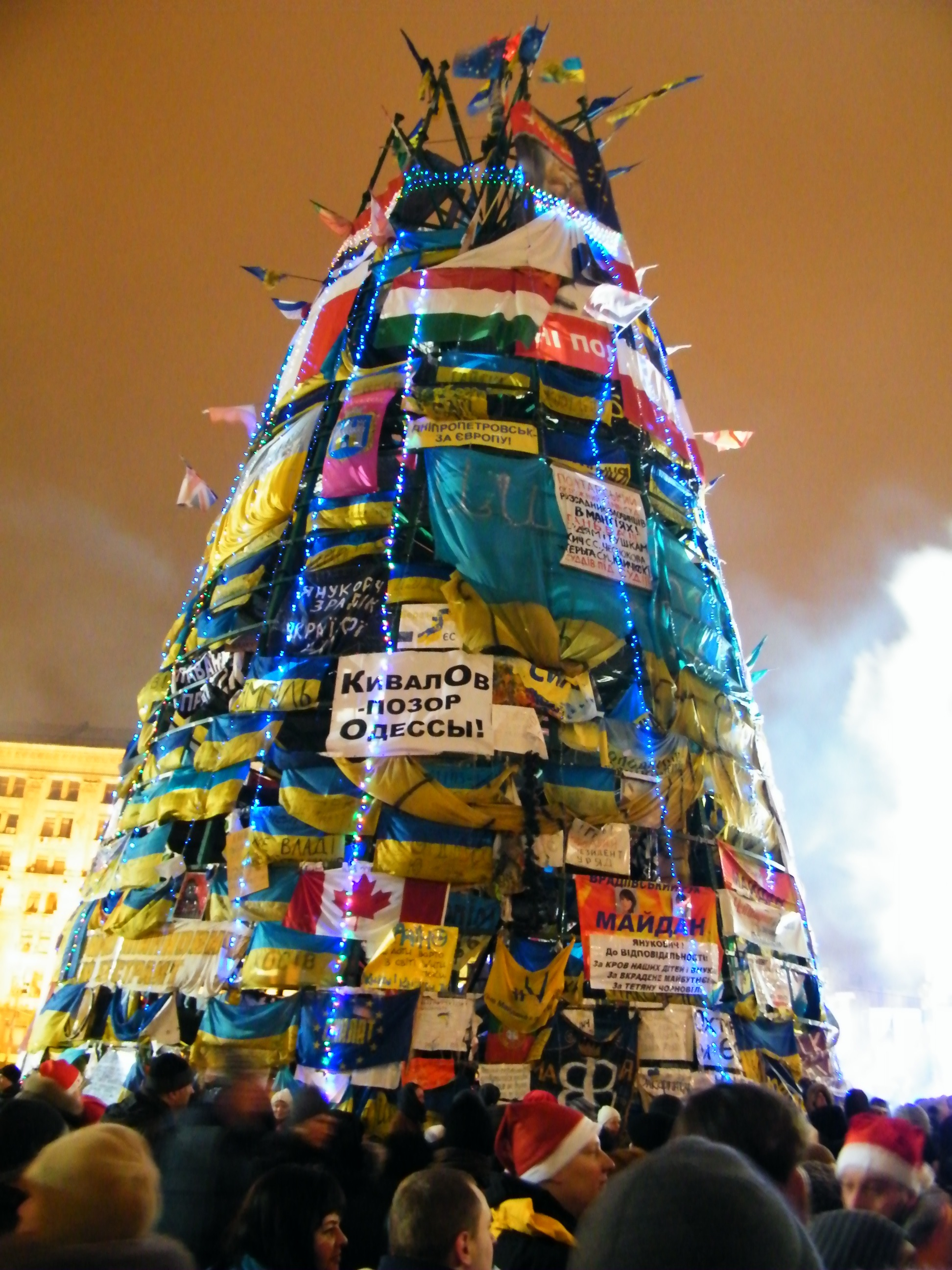
Йолка в новорічну ніч 31 грудня 2013

Монтаж «йолки» послужив формальною причиною силового розгону Євромайдану 30 листопада 2013 року, що в результаті призвело до значного посилення протестів і загострення конфлікту між мітингувальниками і владою. Після цих подій у соціальних мережах споруду охрестили «Кривавою йолкою», або «Кривавою ялинкою», а сама йолка стала окремим символом протесту.
1 грудня 2013 учасники Євромайдану частково розібрали споруду на барикади та «прикрасили» прапорами опозиційних партій, державними прапорами України та прапорами Європейського Союзу, а також плакатами. Самого ж Президента Віктора Януковича почали називати Ялинковичем, поєднавши прізвище голови держави зі словом «ялинка».

## Листівка
У грудні 2013 року дизайнер Ілля Стронґовський створив листівку з зображенням «революційної» київської ялинки, яка стала одним з 12 принтів серії «Культурний вимір Майдану». За словами автора листівки, він зробив її на прохання власної дружини, оскільки в їхній родині є традиція вітати друзів зі святами листівками власного виробництва. Ескіз «йолки» створено на основі світлини, зробленої Стронґовським 12 грудня.
Зображення листівки він виклав на власній сторінці у соціальній мережі Facebook 17 грудня, зазначивши, що ця листівка разом з іншими плакатами на тему Євромайдану його авторства, є вільними для використання:
| На закиди, що я от наживаюся на темі, радий буду повторитися, що роблю плакати для євромайдану — і вони вільні для будь-якого використання[11]. |
28 грудня 2013 року розгорівся скандал з приводу використання листівки ВО «Свободою»: у Львові партія розсилала листівки від імені свого лідера Олега Тягнибока з привітаннями з Новим роком та Різдвом. Використання власної роботи на листівках політичної партії Стронґовський назвав порушенням його прав, оскільки дозволу на її використання в нього ніхто не питав, а сам він його «не давав і не дав би — ні політикам, ні партіям, нікому з цієї сфери», наголосивши, що хоч і дозволяв вільно використовувати зображення, але з некомерційною та неполітичною метою.

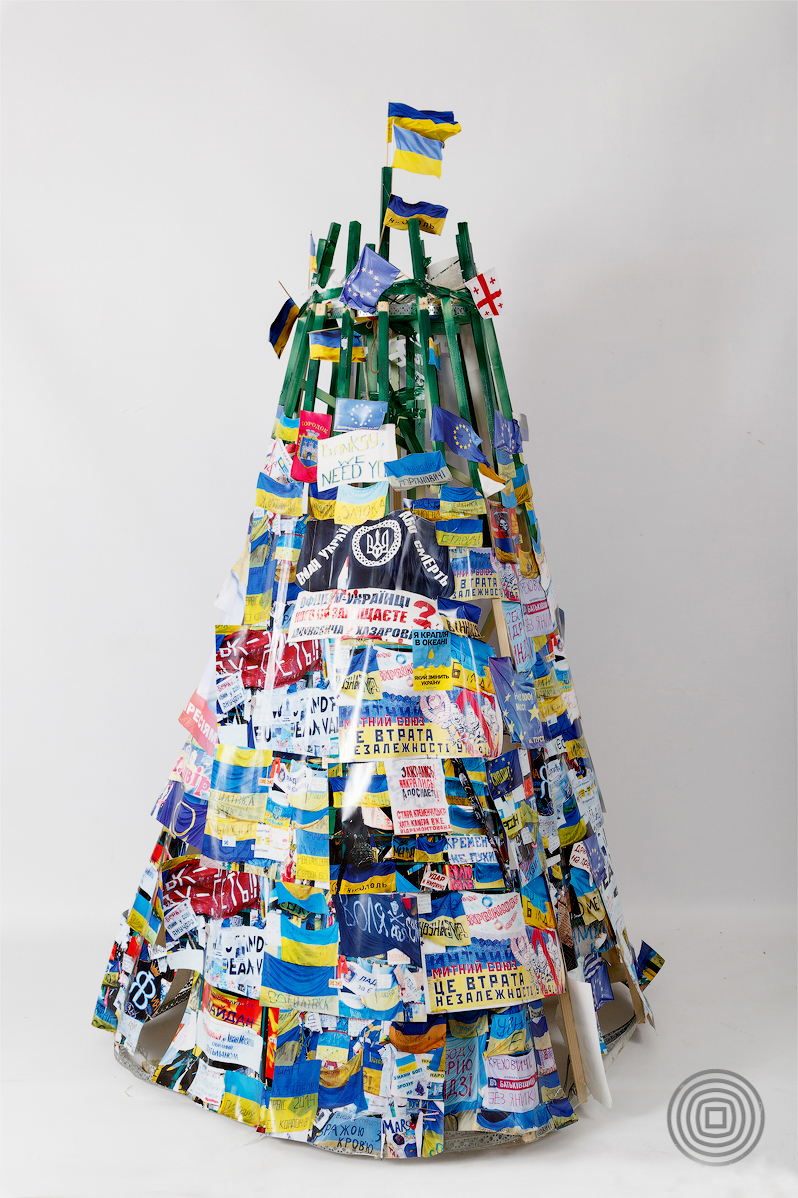
Макет «Йолки» в Музеї Майдану

Того ж дня львівський осередок ВО «Свобода» оприлюднив заяву з вибаченням за використання листівки Стронґовського. Сам Стронґовський зазначив, що не мав матеріальних претензій до партії, з ним зв'язалися представники партії й перепросили за непорозуміння.
Популярність листівки з «революційною» ялинкою Ілля Стронґовський пояснює відсутністю «зайвого»:
| Я прибрав усе, що могло би відволікати увагу від факту, що у нас на Майдані — унікальний арт-об'єкт. Кольори ще уяскравив. Саме абстрактність і яскравість, гадаю, і перетворили аматорський малюнок на символ[10]. |